# 猿渡容盛
猿渡 容盛（さわたり ひろもり、文化8年5月17日（1811年7月7日） - 明治17年（1884年）8月8日）は幕末・明治時代の神職、国学者、歌人。武蔵国府総社六所宮（大國魂神社）神主、大学中助教・諸陵允・少宣教使、教部省諸陵掛、内務省社寺局事務取扱、宮内省御陵墓懸。小山田与清の松門十哲の一人。平田篤胤の復古神道に影響を受けて排仏論を唱え、自社で廃仏毀釈を実行し、明治維新後は新政府で神仏分離を推進、全国の陵墓を調査した。

## 経歴
文化8年（1811年）5月17日武蔵国府中宿武蔵国府総社六所宮神主猿渡盛章の長男として生まれた。幼名は父と同じく伊折之助。文政8年（1825年）15歳となり、3月10日先例に従い新神主と称した。文政9年（1826年）9月神祇管領長上吉田良長より神道裁許状を得て豊後と称した。弘化元年（1844年）父盛章が病のため家職を継いだ。文久2年（1862年）神主となり、左衛門と改称、慶応3年（1867年）大炊から無位と改称した。
明治2年（1869年）神職を息子守枝に譲り、8月2日大学中助教となり、9月25日諸陵允、10月12日少宣教使を兼ね、10月20日大学、明治3年（1870年）6月17日宣教使を辞して諸陵允専任となった。明治4年（1871年）8月4日諸陵寮が廃止されると、明治5年（1872年）4月12日教部省に出仕、6月29日教部中録、7月20日諸陵掛となり、同年9月、1875年（明治8年）1月と全国の陵墓を調査したが、成果物は関東大震災で焼失したという。明治10年（1877年）1月13日内務省社寺局事務取扱、明治11年（1878年）3月1日宮内省御陵墓懸となり、明治12年（1879年）12月官を辞し、明治12年（1879年）12月4日辞職、明治17年（1884年）8月8日死去した。

## 著書
- 『類題新竹集』[7] - 慶応2年（1866年）編、明治4年（1871年）刊[8]。
- 『類題明治新和歌集』[9] - 明治13年（1880年）5月『新竹集』を改題出版したもの[10]。
- 『万葉提要（万葉通）』 – 出版のため江戸の中条信礼に校閲を委託中、安政江戸地震で焼失した[11]。
- 『武蔵総社誌』 - 慶応2年（1866年）2月1日起稿、慶応4年（1868年）5月4日成稿[12]。父盛章『新撰総社伝記考証』を基礎とし、本宮・六所宮・摂社・本地堂の由緒を考証する[13]。『神祇全書』第4輯、『武蔵総社大國魂神社史料』第1輯所収。
- 『樅の下枝』 - 歌集。父と同じく樅園と号した[14]。『続日本歌学全書』第11編抄録、『府中市郷土資料集』14所収。
- 『反故帖』 - 文化年間から明治維新までの見聞を記したもの[6]。
- 『総社或問』 - 『神祇全書』第2輯所収。
- 『本国官社考』[1]
- 『仮字便覧』 - 明治初年刊[6]。
- 『助字拾要』 - 明治初年刊[6]。
- 『姓氏録類字』[1]
- 『青渭神社実蹟考・大麻止乃豆乃天神社考・天神社考』[1]
- 『容盛文集』[1]
- 『諸国総社誌料』[6]

## 思想・事跡
天保6年（1835年）父の師小山田与清に入門して考証学を学んだが、緊迫する幕末情勢においては物足りなさを感じ、それ以前から神田明神下に平田篤胤を訪れ、復古神道に傾倒した。容盛が井上頼圀に語ったところでは、与清は容盛の与清訪問を聞いた時、「君は春秋に富むから私の発言を後に証明できるだろう。篤胤の名は一人大いに掲がり、更に10年後は天下に囂しく、30年後は神として祀られるだろう。しかし、私は悲しいことにその頃には忘れ果てられるだろう。私が一生を込めた『群書捜索目録』は彼の刻下編述中の『古史徴・開題記』に比べるべくもない。私の編著は決して彼に知らせないでくれ。」と語ったという。
安政2年（1855年）1月11日水戸藩主徳川斉昭から彰考館和学局西野新治を通じてキリスト教等について神道家としての意見を求められ、同月と2月の2回に渡って建言書を提出した。鶴峯戊申から国際情勢について的確な対外認識を得ており、幕府の開国政策、西洋兵学の採用に理解を示す一方、外交文書に漢文を用いないこと、参内する外国使節の参内には位階・位袍を与え、住吉神社・大洗磯前神社に奉祀すること、弓・矢・槍は霊器なので廃さないこと、軍艦は上代の赭船に倣い朱塗りすることなど、形式面に拘った迂遠な主張を行っている。尊皇・敬神の大道興隆、国体護持を目的視、神祇官・山陵の復活、一世一元の制の採用等を主張し、父と同様キリスト教をさほど脅威視しない一方、仏教を激しく口撃し、法親王制の廃止等による神仏分離を主張する。
元治元年（1864年）「年中行事」「御神事式」「祝詞式」「御饌調進式」を著し、武蔵国府総社神事への社僧の参加を停止した。慶応4年（1868年）3月29日府中宿に宿泊中の東海道先鋒副総督柳原前光に対し、自社の仏堂・仏像・社僧の排除について伺いを立て、7月社寺裁判所の承認の下、本地堂・護摩堂・鉄仏堂を取り壊し、社僧を還俗させて社人とした。8月17日には神領での仏葬祭禁止を申請したが、これは却下された。

## 和歌
幼少期から日本古典・和歌に親しみ、天保12年（1841年）加納諸平編『類題鰒玉集』4編、嘉永3年（1850年）長沢伴雄編『類題鴨川次郎集』、安政元年（1854年）『類題鰒玉集』7編に入選している。門人には府中宿大津清浦、押立村名主川崎信、蓮光寺村名主富沢政恕、国分寺村本多雖軒がいる。
明治10年（1877年）には山田謙益編『明治現存三十六歌撰』に選ばれ、明治11年（1878年）大久保忠保編『開化新題歌集』では新しい事物を主題とした新体詩に挑戦している。

## 家族
後妻千世子は水戸藩彰考館和学局西野宣明養女で、水戸城御殿で徳川斉昭室吉子女王に仕えていた。次代盛愛（もりえ、涛之丞、守枝）は天保14年（1843年）容盛次男として生まれ、明治18年（1885年）4月大國魂神社宮司となり、明治38年（1905年）10月死去した。従六位勲五等。次々代盛厚は明治8年（1875年）1月茨城県東茨城郡酒門村郡司保之次男として生まれ、明治43年（1910年）2月大國魂神社宮司となった。従五位。